# Antoni Fertner

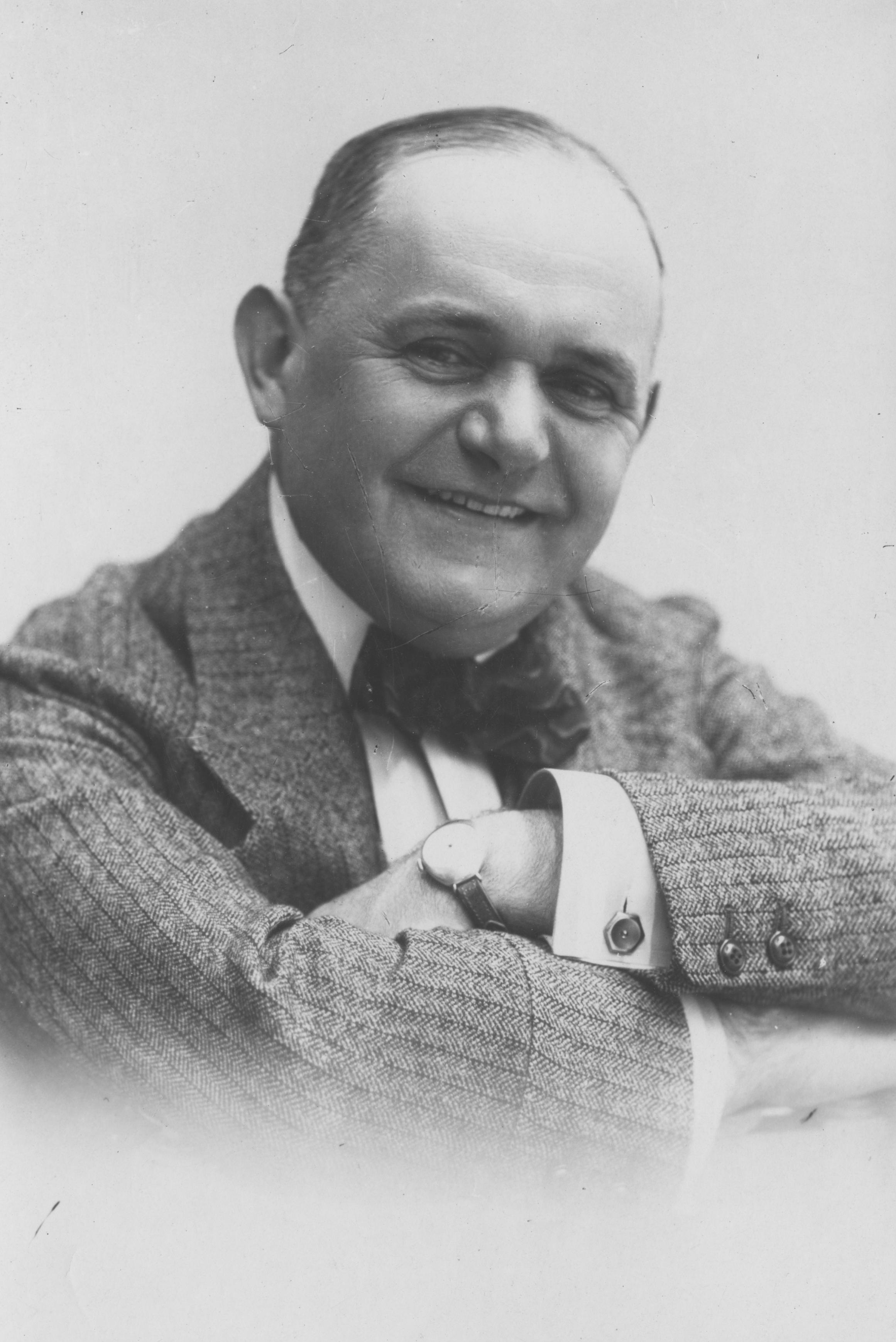
Antoni Fertner

Antoni Fertner (* 23. Mai 1874 in Częstochowa; † 16. April 1959 in Krakau) war einer der populärsten polnischen Schauspieler in der ersten Hälfte des 20. Jahrhunderts.

## Leben
Fertner war einer der ersten polnischen Filmschauspieler. Er spielte bereits 1908 in dem Kurzfilm Antoś pierwszy raz w Warszawie (deutsch Anton zum ersten Mal in Warschau) die Hauptrolle. Antoś pierwszy raz w Warszawie ist der älteste erhaltene polnische Spielfilm. Bereits zuvor war Fertner ein bekannter Theater- und Kabarettschauspieler gewesen, der vor allem in Komödien spielte. Gemeinsam mit Julian Krzewiński, Wincenty Rapacki, Juliusz Zagrodzki und Stanislaw Sebel gründete er die erste polnische Filmgesellschaft, die sich auf die Produktion von Komödien mit Fertner in der Hauptrolle spezialisierte. Während des Ersten Weltkriegs floh Feltner 1915 nach Moskau und produzierte dort bei der Luzifer-Gesellschaft die Filmreihe Antoschka. Nach der Oktoberrevolution kehrte er nach Polen zurück. Zunächst konnte er in den 1920er Jahren nicht an seine frühen Erfolge anknüpfen und spielte in dieser Zeit nur in zwei Filmen die Hauptrolle. Doch die 1930er Jahre bescherten ihm ein Comeback, in denen er insgesamt in 15 Spielfilmen die Hauptrolle spielte. Nach dem Zweiten Weltkrieg spielte er nur noch Theaterrollen in Krakau.

## Filme (Auswahl)
- 1908: Antos pierwszy raz w Warszawie (Kurzfilm)
- 1911: Antek Klawisz, bohater Powisla (Kurzfilm)
- 1915: Drakonovskiy kontrakt
- 1923: Niewolnica milosci
- 1933: Romeo i Julcia
- 1935: Antek policmajster
- 1936: Bolek i Lolek
- 1938: Zapomniana melodia
- 1938: Gehenna
- 1939: Wlóczegi

## Nachweise
- Antoni Fertner: Podróże komiczne, Wydawnictwo Literackie, Kraków 1960.

| Personendaten    | Personendaten                                          |
| ---------------- | ------------------------------------------------------ |
| NAME             | Antoni Fertner                                         |
| KURZBESCHREIBUNG | polnisch Schauspieler, Filmregisseur und Filmproduzent |
| GEBURTSDATUM     | 23. Mai 1874                                           |
| GEBURTSORT       | Częstochowa, Russland                                  |
| STERBEDATUM      | 16. April 1959                                         |
| STERBEORT        | Krakau, Polen                                          |